# Serra de Bornes
A Serra de Bornes é uma elevação de Portugal Continental, cujo ponto mais elevado tem 1200 metros de altitude e 621 metros de proeminência topográfica. Situa-se na Região do Norte, no Alto Trás-os-Montes, no distrito de Bragança, no sul do concelho de Macedo de Cavaleiros e no norte do concelho de Alfândega da Fé.